# 4-أوكتاين
4-أوكتاين هو مركب عضوي هيدروكربوني من الألكاينات، صيغته الكيميائية C8H14، ويوجد على شكل سائل عديم اللون في الشروط القياسية.

## التحضير
يمكن أن يحضر المركب انطلاقاً من تفاعل الأسيتيلين مع 1-برومو البروبان في وسط قلوي من الأمونيا السائلة مع أميد الصوديوم.
كما يمكن أن تتم عملية التحضير من إجراء تفاعل حذف لمركب 5,4-ثنائي برومو الأوكتان وذلك في وسط قلوي أيضاً وفي وسط من الأمونيا السائلة عند -70°س.

## الخواص
يوجد المركب في الشروط القياسية على شكل سائل عديم اللون، وهو غير قابل للامتزاج مع الماء.

## الاستخدمات
يستخدم 4-أوكتاين في تحضير ألكيلات الأكسيرين بالتفاعل مع أحماض بيروكسي الموافقة، مثل حمض البيرأسيتيك.